# Straßenbahn Cuxhaven
Die Straßenbahn Cuxhaven, auch Städtische Bahn Cuxhaven genannt, war eine Straßenbahn in der Stadt Cuxhaven, die damals zu Hamburg gehörte. Da die Strecke sich im Besitz der Kriegsmarine befand und vom Bahnhof Cuxhaven am Fort Grimmershörn vorbei zum Fort Kugelbake führte, wurde sie im Volksmund auch als Kanonenbahn bezeichnet. Die Bahn konnte lediglich vier Wochen lang genutzt werden. Sie stand unter dem Vorbehalt, „dass der Betrieb unverzüglich einzustellen sei, sobald die Marine Eigenbedarf anmeldet.“

## Geschichte

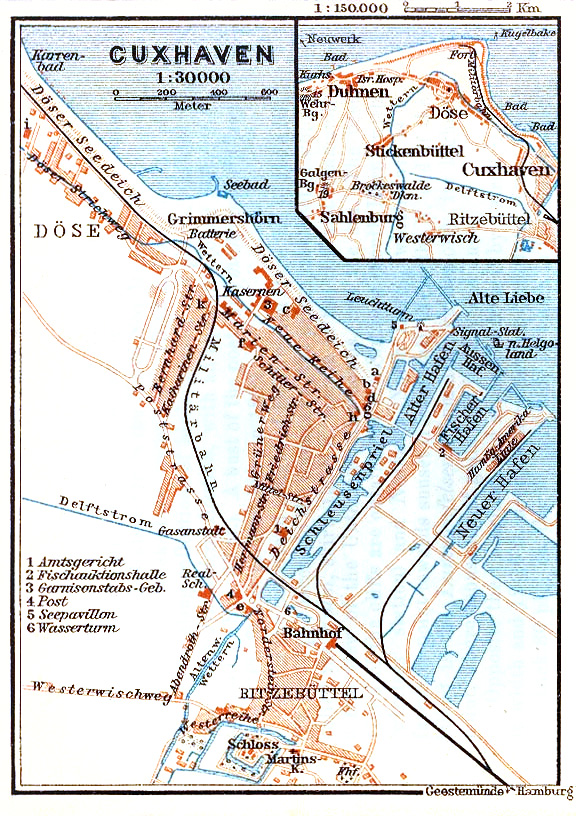
Karte von 1910, die Straßenbahn befuhr die „Militärbahn“

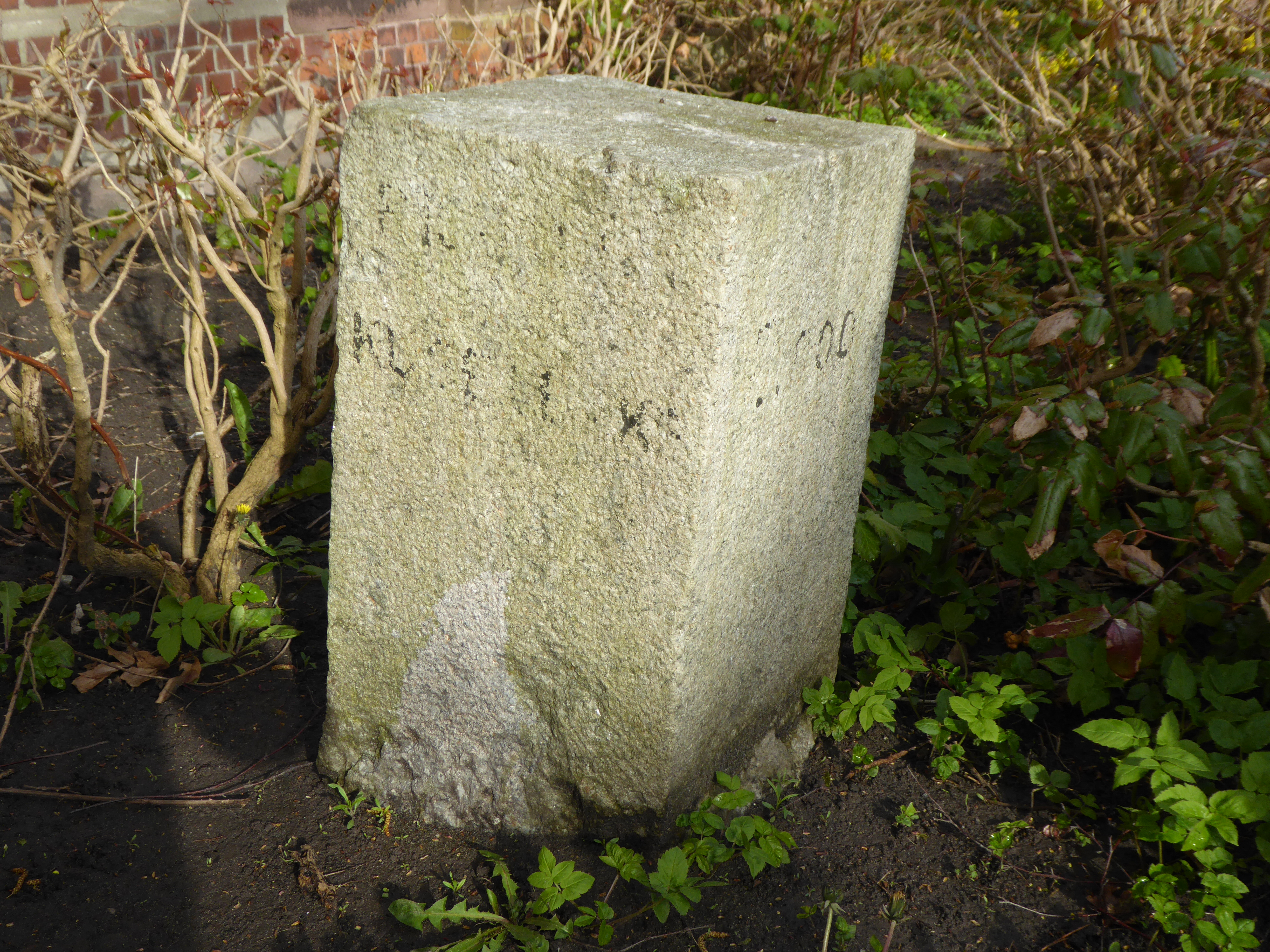
Nullkilometerstein der Bahn zum Fort Kugelbake vor dem alten Dienstgebäude am Bahnhof Cuxhaven. Ursprüngliche Aufschrift vorne (nordwest) „Richtung Kugelbake“, rechts „km 0,000“, hinten „Richtung Amerikahafen“

Die fünf Kilometer lange Strecke wurde 1899 zum Transport von Waffen und Munition gebaut. Im Jahr 1911 führte der Magistrat der Stadt erste Gespräche, um eine Straßenbahn auf dieser Strecke einzurichten. 1912 wurde auch die Marine in die Verhandlungen einbezogen. Da man die Verlegung eigener Gleise und die Einrichtung einer Oberleitungsbus-Strecke als zu teuer betrachtete, wurde die Strecke zum Fort immer wieder in Betracht gezogen. Nachdem die Marine 1913 ihre Auflagen formulierte, einen Betrieb zuzulassen, beschloss der Magistrat mit großer Mehrheit die Straßenbahn einzuführen.
Für den Betrieb waren zunächst gebrauchte Fahrzeuge der Schmöckwitz–Grünauer Uferbahn vorgesehen. Diese Fahrzeuge wurden zwar elektrisch betrieben, waren aber für die Stromversorgung mit einem so genannten Benzolmotor ausgestattet, welcher mittels eines Dynamos den Strom selbst erzeugte. Der Bau für eine Wagenhalle wurde am 19. März 1914 ausgeschrieben. Die Genehmigung der Stadt Hamburg wurde am 5. Mai 1914 für eine Dauer von zehn Jahren erteilt. Ende Mai erhielt die Stadt auch die vorläufige Genehmigung durch das Militär. Im Vertrag wurde festgelegt, dass der Betrieb unverzüglich einzustellen sei, sobald die Marine Eigenbedarf anmeldete. Zudem wurde die Stadt verpflichtet, die Abstell- und Ausweichgleise auf eigene Kosten zu errichten und die Unterhaltskosten zu 80 Prozent zu übernehmen. Die Eröffnung war für den Beginn der Badesaison geplant. Die Fahrzeuge trafen am 17. Juni ein und man begann am 24. Juni mit der Schulung der Fahrer. Am 6. Juli 1914 um 6:22 Uhr startete auf einem Abschnitt der Straßenbahnbetrieb.
Die Reisezeit der Bahn betrug zwischen 13 und 15 Minuten, sie bediente insgesamt 15 Haltestellen. Am 2. August 1914 kam es bedingt durch den Ausbruch des Ersten Weltkriegs zur Einstellung der Straßenbahn. Nach Kriegsende fanden sich keine Interessenten mehr für die Wiederaufnahme des Betriebs. Am 19. Dezember 1919 wurde auf der Strecke eine Buslinie eingerichtet. Die Wagen wurden 1921 an die Moerser Kreisbahn verkauft.
Die Bahn hatte in dieser Zeit 6969,10 Mark eingenommen und damit die Erwartungen übertroffen.